# Stidzaeras ockendeni
Stidzaeras ockendeni är en fjärilsart som beskrevs av Rothschild 1910. Stidzaeras ockendeni ingår i släktet Stidzaeras och familjen björnspinnare. Inga underarter finns listade i Catalogue of Life.